# Allmannshofen
Allmannshofen är en kommun och ort i Landkreis Augsburg i Regierungsbezirk Schwaben i förbundslandet Bayern i Tyskland.
Kommunen ingår i kommunalförbundet Nordendorf tillsammans med kommunerna Ehingen, Ellgau, Kühlenthal, Nordendorf och Westendorf.